# Euro disco
Euro disco, Eurodisco – podgatunek muzyki disco będący jednocześnie stylem w muzyce pop, którego początki sięgają końca lat 70. XX wieku.

## Historia
Ponieważ popularność muzyki disco gwałtownie spadła w Stanach Zjednoczonych, a z jej promowania zrezygnowały największe amerykańskie wytwórnie muzyczne i producenci muzyczni, europejska scena disco kontynuowała ewolucję w obrębie głównego nurtu sceny muzyki pop. Na europejskiej scenie muzyki disco działały zespoły i twórcy m.in. Silver Convention, Love and Kisses, Munich Machine, a także amerykańscy twórcy Donna Summer i Village People, którzy stworzyli brzmienie stylu zdefiniowanego pod koniec lat 70. XX wieku jako euro disco, w którym zastosowano w linii basowej syntezator Mooga. Pierwsze utwory nagrane w tym stylu muzycznym pojawiły się w 1975 roku, a za pierwsze nagranie uznaje się piosenkę "Fly Robin Fly" zespołu Silver Convention. Największą popularność nurtu przypada na lata 80. Cechuje się brzmieniem z syntezatora. Wpływ na elektroniczne brzmienie gatunku wywarła działalność Giorgio Morodera, który stworzył swoje własne brzmienie linii basowej grającej wszystkie ćwierćnuty w takcie, czyli tzw. four-to-the-floor. Stworzył ją przy pomocy syntezatora Mooga, który wkrótce zastąpił i w efekcie wyparł brzmienie perkusji. Brzmienie to zostało wykorzystane w utworze Donny Summer pt. „Love To Love You Baby”. Z tego powodu Giorgio Moroder i jego współpracownik Pete Belotte są często określani mianem ojców tego gatunku. Największymi twórcami byli tacy artyści jak Modern Talking, czy Sandra. Do tego stylu nie zalicza się włoskiej odmiany disco, którą  określa się mianem italo disco, choć muzyka euro disco wraz z muzyką funk i disco wywarła wpływ na jej powstanie, ani disco z Wielkiej Brytanii, które określa się mianem eurobeatu. Euro disco wywarło wpływ na powstanie muzyki house i eurodance. Muzyka euro-disco wraz z muzyką biesiadną i muzyką italo disco wywarła wpływ na powstanie nurtu polskiej muzyki tanecznej – disco polo. Elementy muzyki euro-disco zawierały też utwory polskich wykonawców muzyki dance w latach 90. XX wieku.

## Wykonawcy w stylu Eurodisco
Do znanych wykonawców muzyki eurodisco należą:

- Modern Talking
- Boney M.[12]
- Bad Boys Blue
- Silent Circle
- Fancy
- Blue System
- Patty Ryan
- C.C. Catch
- Ken Laszlo
- Joy
- Gina T
- Lian Ross
- Systems in Blue
- London Boys
- Dieter Bohlen
- Mark Ashley
- Night Fox
- Sandra
- Samantha Fox
- Saragossa Band
- Sinitta
- Łaskowyj Maj
- Jurij Szatunow